# Christine Ladd-Franklin
Christine Ladd-Franklin (1 grudnia 1847 w Windsorze, zm. 5 marca 1930 w Nowym Jorku) – amerykańska psycholog, matematyk i logik. W swoich pracach naukowych przedstawiła teorię widzenia barwnego będącą alternatywą dla teorii Younga-Helmholtza.
Była jedną z pierwszych kobiet wykładających na amerykańskich uczelniach. W latach 1904–1909 uczyła logiki i filozofii na Uniwersytecie Johnsa Hopkinsa, zaś w latach 1910–1930 na Uniwersytecie Columbia.

## Ważniejsze publikacje
- 1883: The Algebra of Logic.
- 1925: The Nature of Color Sensation.
- 1929: Colour and Colour Theories.